# Nimbochromis livingstonii
Nimbochromis livingstonii (Syn.: Haplochromis livingstonii) ist ein im Malawisee weit verbreiteter Buntbarsch. Außerdem kommt er im oberen Shire und im Malombesee vor.

## Merkmale
Nimbochromis livingstonii erreicht eine Maximallänge von 25 cm (Weibchen bleiben kleiner) und gehört damit zu den größeren Buntbarschen des Malawisees. Seine Körperhöhe erreicht 32,9 bis 38,3 % der Standardlänge, die Kopflänge beträgt 34 bis 37 % der Standardlänge, die Kopfbreite 40,8 bis 47 % der Kopflänge, die Länge des Unterkiefers erreicht 37,5 bis 46,2 % der Kopflänge. Die Basis der Rückenflosse nimmt 49,6 bis 53,7 % der Standardlänge ein. Die Grundfarbe des Körpers ist silbrig, schmutzigweiß, cremefarben bis graugrün. Die Körperseiten werden durch unregelmäßige olivgrüne bis dunkelbraune Flecke gemustert. Rücken und Schwanzflosse sind rauchfarben und mit rotbraunen Flecken und Linien gemustert. Die rauchgraue Afterflosse hat zwei gelbe Eiflecke. Laichbereite Männchen besitzen einen kräftig blau gefärbten Kopf. Der Unterkiefer steht vor.
- Flossenformel: Dorsale XV-XVI/10-11, Anale III/9-10.
- Schuppenformel: mLR 33-36, SL 22-24/13-16.

## Lebensweise
Nimbochromis livingstonii kommt in allen Habitaten des Malawisees vor, ist in mit Vallisnerien bewachsenen, geschützten Buchten aber am häufigsten. Er bevorzugt Weichböden, wird jedoch auch in felsigen Zonen angetroffen. Er ist ein spezialisierter piscivorer Lauerräuber, der sich, einen toten Fisch imitierend, auf den Boden legt und dann kleine Aasfresser schnappt, die sich ihm nähern. Wie fast alle Malawiseebuntbarsche ist Nimbochromis livingstonii ein Maulbrüter.